# Овсепян Румян Андранікович
Румян Овсепян (вірм. Ռումյան Հովսեփյան, нар. 13 листопада 1991, Єреван) — вірменський футболіст, півзахисник «Ширака» та національної збірної Вірменії.
Син гравця футбольної збірної Вірменії 1990-х Андраніка Овсепяна.

## Клубна кар'єра
Вихованець «Пюніка». У дорослому футболі дебютував 2008 року виступами за другу команду «Пюніка», в якій провів два сезони, так й не отримавши шансу заграти за головну команду клубу.
Своєю грою за цю команду привернув увагу представників тренерського штабу діліжанського «Імпульсу», до складу якого приєднався 2010 року. Відіграв за діліжанську команду наступні три сезони своєї ігрової кар'єри.
Влітку 2013 року діліжанський клубу було розформовано через фінансові проблеми і Овсепян уклав контракт з «Бананцом». У цьому клубі відразу став гравцем основного складу та одним з лідерів команди.
До складу клубу «Металург» (Донецьк) приєднався наприкінці серпня 2014 року, проте закріпитись в команді не зумів. Зігравши за сезон лише у 11 матчах чемпіонату, влітку 2015 року Овсепян повернувся на батьківщину, ставши гравцем рідного «Пюніка».
Проте вже 1 вересня 2015 року Овсепян повернувся до України і був заявлений за дніпродзержинську «Сталь», яку покинув наприкінці січня 2016 року.
У лютому 2016 року став гравцем «Ширака».

## Виступи за збірну
27 травня 2014 року дебютував в офіційних матчах у складі національної збірної Вірменії у товариській грі проти збірної ОАЕ, в якій відразу ж відзначився забитим голом. Наразі провів у формі головної команди країни 5 матчів.

## Досягнення
- Чемпіон Вірменії (2):

«Бананц»: 2013/14
«Алашкерт»: 2020/21
- Володар Кубка Вірменії (1):

«Ширак»: 2016/17
- Володар Суперкубка Вірменії (1):

«Алашкерт»: 2021
- Володар Кубка Мальти (1):

«Флоріана»: 2021/22